# Felix Kroos
Felix Kroos (Greifswald, 12 de março de 1991) é um ex futebolista alemão que jogava como meio campista. Ele é o irmão mais novo de Toni Kroos.  Felix Kroos se aposentou no dia 20 de julho de 2021 aos 30 anos.